# Blacus inopinus
Blacus inopinus är en stekelart som beskrevs av Van Achterberg 1976. Blacus inopinus ingår i släktet Blacus, och familjen bracksteklar. Inga underarter finns listade.